# Guache

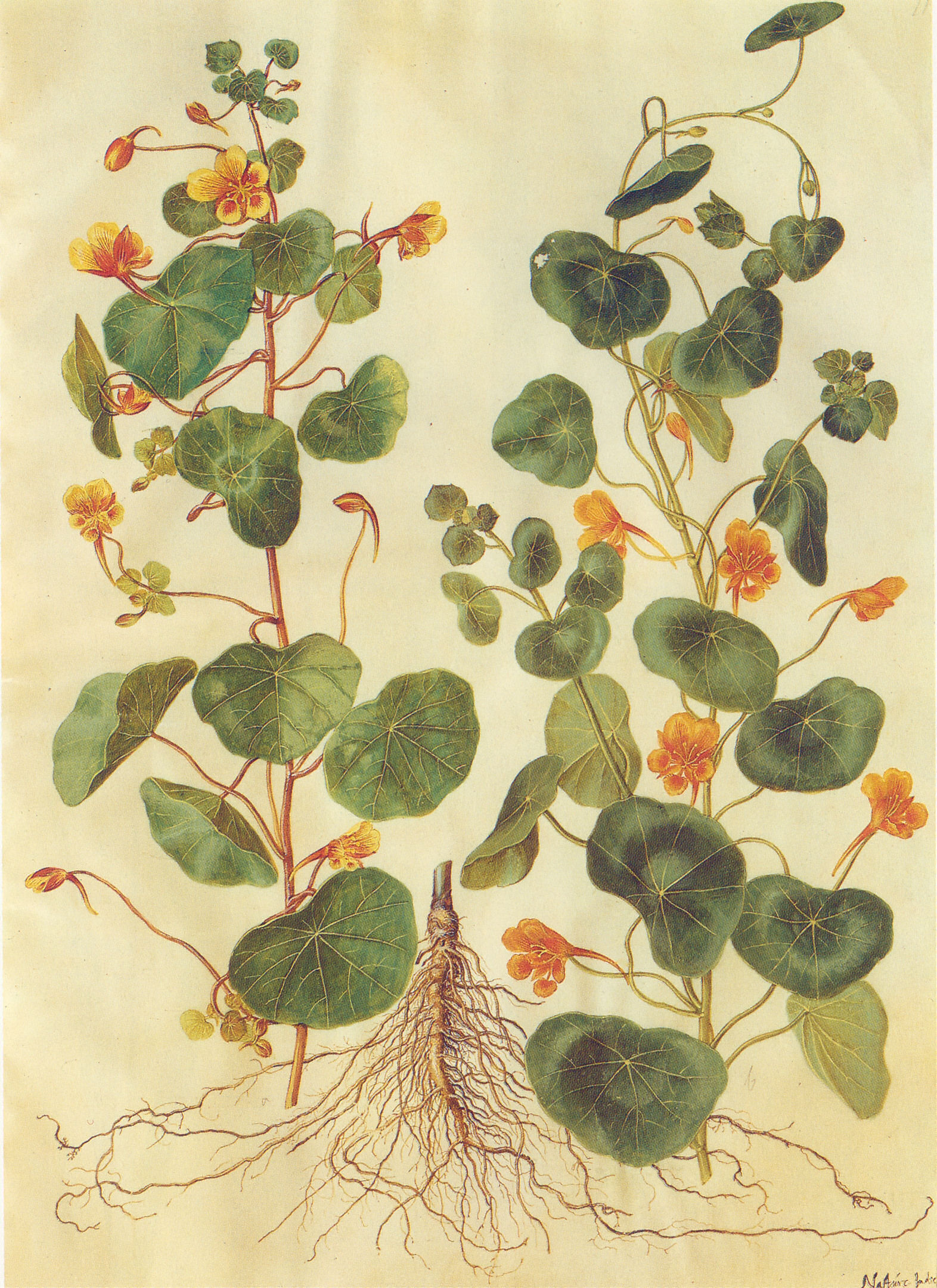
Guache representando um espécime de Tropaeolum majus (de Hans-Simon Holtzbecker).

O guache é uma tinta à base de água semelhante à aquarela, porém mais opaco e elaborado numa consistência mais líquida por ser utilizada uma quantidade maior de aglutinante. Seu grau de opacidade varia com a quantidade de pigmento branco adicionado à cor, geralmente o suficiente para evitar que a textura do papel apareça através da pintura, fazendo com que não tenha a luminosidade das aquarelas transparentes.
O guache é uma mistura de aglutinante (goma-arábica) com pigmento branco, que resulta numa tinta opaca de grande poder de cobertura. É constituído por pigmentos coloridos moídos em pó aglutinados com um pigmento plástico (medium) e pigmento branco opaco. A tinta é tornada opaca pela adição de pigmentos inertes, como por exemplo gesso-cré ou blanc fixe. Outrora era preparado tendo como ligante a goma-arábica. Diferencia-se da aquarela pela sua qualidade opaca, as cores claras podem ser colocadas em cima de outras mais escuras, desde que já secas.
- Segue-se uma explicação rápida dos componentes das tintas guache:
  - Goma-arábica: aglutinante e adesivo.
  - Glicerina: confere umidade, impede a secagem e o endurecimento excessivo da tinta, bem como a torna mais solúvel.
  - Xarope: age como plastificante, conferindo maciez à moagem e à pintura.
  - Agente Umectante: favorece a fluidez.
  - Dextrina: usada para suavizar a textura e a qualidade de pincelamento de alguns pigmentos.

O guache dilui-se com água até ter mais ou menos a consistência do azeite. Aplica-se sobre papéis e cartões variados que devem ter algum "corpo" para não esfolarem, isto é, de alta gramatura. A qualidade do resultado final depende muito da qualidade dos guaches aplicados. Normalmente, e para pintar zonas de cor uniforme, só com guaches de alta qualidade é que se consegue um resultado perfeito. Os pincéis adequados para a pintura com guache são os mesmos da aquarela. 
Na Idade Média já se usavam guaches nas iluminuras. Muitos artistas o usaram desde aí até aos nossos dias. Existem habitualmente em tubos e também em pastilha. Embora o guache seja principalmente uma técnica de pintura é também usado muitas vezes para desenho e ilustrações ou trabalhar em conjunto com materiais variados de desenho.
Guache é uma palavra que provem do Italiano “Guazzo” que quer dizer tinta de água. O termo foi originalmente cunhado no século XVIII na França, embora a técnica seja muito mais antiga, utilizada frequentemente desde o início do século XVI na Europa.